# Орден Моно
Орден Моно – государственная награда Тоголезской Республики.

## История
Орден Моно был учреждён 2 сентября 1961 года законом № 61-35 в целях поощрения граждан за заслуги перед нацией. Инициатором учреждения выступил президент Того Силванус Олимпио. Своё название орден получил в честь главной реки Того.

## Степени
Орден Моно имеет пять классов:
- Кавалер Большого креста – знак ордена на чрезплечной ленте и звезда на левой стороне груди.
- Гранд-офицер – знак ордена на нагрудной ленте с розеткой и звезда на правой стороне груди.
- Командор – знак ордена на шейной ленте.
- Офицер – знак ордена на нагрудной ленте с розеткой.
- Кавалер – знак ордена на нагрудной ленте.

| Ленты                   |              |          |        |         |
| Кавалер Большого креста | Гранд-офицер | Командор | Офицер | Кавалер |

## Описание
Знак ордена – пятиконечная звезда белой эмали. Между лучей звезды прорезные заострённые лучики. В центре звезды круглый золотой медальон с каймой зелёной эмали. В медальоне изображение государственного герба. На кайме надпись: сверху – «REPUBLIQUE», снизу – «TOGOLAISE». Реверс знака мотированный, в центре медальон, в котором надпись в три строки: «TRAVAIL / LIBERTE / PATRIE».
При помощи переходного кольца знак крепится к орденской ленте.
Звезда ордена золотая (серебряная - для класса гранд-офицера), многолучевая (практически круглая), состоящая из 36 двугранных заострённых лучиков. На звезду наложен знак ордена.
Орденская лента шёлковая муаровая красного цвета с зелёной и жёлтой полосами по краю.